# Paterna del Madera
Paterna del Madera – gmina w Hiszpanii, w prowincji Albacete, w Kastylii-La Mancha, o powierzchni 112,34 km². W 2011 roku gmina liczyła 443 mieszkańców.